# 马达加斯加独立大会党
马达加斯加独立大会党（法語：Parti du Congrès de l'indépendence de Madagascar）是马达加斯加的一个共产主义政党。该党成立于1958年11月8日，创始人是理查德·安德里安曼贾托和弗朗索瓦·索特龙。1976年后，该党是马达加斯加民主共和国执政党马尔加什革命先锋的一部分。1989年3月，安德里安曼贾托脱离该党，另立支持阿尔伯特·扎菲的“马达加斯加独立大会党—革新”。该党曾派代表出席共产党和工人党国际会议。